# Иоанэ I, князь Мухранский

Подпись князя Иоанэ Багратион-Мухранского на Георгиевском трактате 1783 года.

Иоанэ I (груз. იოანე მუხრანბატონი, Иоанэ Мухранбатони, Иван Константинович Багратион-Мухранский; 12 декабря 1755 — 1 октября 1801 г.) — представитель младшей ветви грузинской царской фамилии Багратиони, грузинский дипломат и военачальник. Князь (батони) Мухранский (1778—1801), а также командующий ополчения Шида-Картли и великий магистр царского двора с 1778 по 1801 год.

## Биография
Иоанэ был сыном Константина III (1696—1756), князя (батони) Мухранского (1735—1756). В 1778 году после отречения от власти своего дяди, князя Симона Мухранского (1726—1785), Иоанэ унаследовал Мухранский удел в Картли-Кахетинском царстве. Иоанэ Багратион-Мухранский был зятем и видным вельможей грузинского царя Ираклия II.
В 1783 году Иоанэ Мухранский вместе с князем Гарсеваном Чавчавадзе подписал Георгиевский трактат между Грузией и Российской империей, которая обещала грузинам военно-политическую поддержку в борьбе против Турции и Ирана. В 1786—1795 годах он был военным губернатором Эриванского ханства, вассала Картли-Кахетинского царства. В 1786 году князь Иоанэ Мухранский руководил подавлением восстания в Нахичеванском ханстве против гегемонии Ираклия II. В 1795 году он командовал часть грузинского ополчения в катастрофической битве против персидской армии под Тбилиси.

## Семья
Князь Иоанэ Багратион-Мухранский был женат на княжне Кетеван, дочери царя Картли и Кахетии Ираклия II. У них было 7 детей:
- Константин IV Мухранский (1782—1842)
- Теймураз Багратион-Мухранский (1784—1833)
- Григол Багратион-Мухранский (1787—1861)
- Варвара Багратион-Мухранская (1790—1843)
- Давид Багратион-Мухранский (1793—1878)
- Тамара Багратион-Мухранская (1798—1851)
- Ираклий Багратион-Мухранский (1800—1816)